# Denacionalizacija
Denacionalizacija (tudi »privatizacija«) je prenos lastnine in odgovornosti iz javnega oz. državnega v privatni (komercialni) sektor. Izraz se lahko nanaša na popoln prenos kakršnekoli državne lastnine. Obratni postopek je nacionalizacija. 
Večji denacionalizacijski postopki v Sloveniji kakor tudi drugod v bivših republikah Jugoslavije so bili izvedeni po osamosvojitvi oz. razpadu takratne Jugoslavije.

Izraz je bil uveden leta 1936 v reviji The Economist, v 80. letih 20. stoletja pa ga je ista revija popularizirala. 